# Ivan Moravec
Pour les articles homonymes, voir Moravec.
Ivan Moravec est un pianiste tchèque, né le 9 novembre 1930 à Prague et mort le 27 juillet 2015  dans la même ville,.

## Biographie

### Enfance et études
Ivan Moravec est né en 1930 à Prague, d’un père juriste. Le plus ancien souvenir musical d’Ivan Moravec est celui d’avoir tourné les pages des partitions de son père lorsque celui-ci, pianiste amateur et chanteur, jouait et chantait des airs d’opéra.
Ivan Moravec a commencé le piano à l’âge de 7 ans. Il a été marqué par les enregistrements du légendaire ténor Enrico Caruso. Il a ensuite étudié le piano avec Erna Grünfled, nièce du pianiste autrichien Alfred Grünfeld. À l’âge de 15 ans, il entre au Conservatoire de Prague, puis, à l’âge de 20 ans, à l’Académie des Arts de Prague, où il étudie avec Ilona Štěpánová-Kurzová, fille de Vilém Kurz.
Le style de jeu de Moravec résulte pour partie d’un accident de patin à glace, ayant entraîné une blessure aux vertèbres cervicales et un traumatisme de la moëlle épinière. Cet accident l’a obligé à interrompre ses études pendant 6 ans et l’a provisoirement éloigné du piano. Son jeu résulte donc d’une approche basée sur le poids du bras et l’importance de la main dans la créativité sonore.
En 1957 et 1958, après l’avoir entendu jouer, Arturo Benedetti Michelangeli invite Ivan Moravec à ses masterclasses à Arezzo.

### La découverte de Moravec à l’Ouest et les entraves à sa carrière à l'Est
Jusqu’à la fin des années 50, Ivan Moravec n’est pas sorti de la Tchécoslovaquie et était totalement inconnu à l’ouest. À la fin des années 1950, un enregistrement audio d’un récital de Moravec circule à l’ouest. Peu après, Connoisseur Society, un label américain, négocie avec les autorités tchèques pour engager le jeune Moravec. En 1962, Ivan Moravec part à New York et enregistre plusieurs disques sous la direction d'Alan Silver, son propriétaire et directeur artistique. En 1964, George Szell l’invite à jouer avec l’Orchestre de Cleveland un concerto de Beethoven ; la carrière internationale de Moravec est lancée. Suivent récitals et concerts à Carnegie Hall, Chicago, Boston, Philadelphie, Cleveland, Los Angeles, Washington, Minneapolis, Detroit, Atlanta et d'autres grandes villes tant américaines qu'européennes.
Toutefois, Ivan Moravec, comme de nombreux artistes de l’autre côté du rideau de fer, subit des restrictions de voyages. À plusieurs reprises, son passeport est confisqué par les autorités tchécoslovaques. En conséquence, les engagements à l’étranger se font plus rares, les producteurs craignant de nouvelles annulations.

### Vie privée
Sa femme Zusanna est la sœur du chef d’orchestre Martin Turnovský.

## Répertoire et collaborations
Moravec joue des œuvres de Chopin, Mozart, Beethoven, Schumann, Debussy, Ravel, Franck, mais également de compositeurs tchèques (Smetana, Janáček, Suk…). Il est avant tout un spécialiste des œuvres de Frédéric Chopin. Son enregistrement des Nocturnes de 1965 a été sélectionné en 2010 par le New York Times comme une des cinq œuvres les plus représentatives dans le cadre de la célébration du bicentenaire de la naissance de Chopin. Ivan Moravec explique lui-même son goût pour la musique de Debussy par la découverte qu’il a faite des Children’s Corner étant enfant (« Ça m’a permis de m’ouvrir au monde de Debussy. Sa musique et celle de Chopin sont devenues mes préférées »).
Il a joué avec de nombreux orchestres symphoniques (parmi lesquels aux États-Unis l’Orchestre Philharmonique de New York, l’Orchestre de Cleveland, l’Orchestre de Philadelphie, l’Orchestre symphonique de Chicago, l’Orchestre symphonique de Boston, l’Orchestre symphonique de San Francisco et l’Orchestre philharmonique de Los Angeles ou, bien sûr, en République tchèque, l’Orchestre philharmonique de Prague). Son répertoire comprend plus d’une douzaine de concertos du répertoire, parmi lesquels ceux de Mozart, Beethoven, Brahms, Schumann, Ravel, Prokofiev et César Franck. Moravec a également enseigné de nombreuses années chez lui à Prague et donne fréquemment des masterclasses quand il voyage. Parmi ses élèves, on retiendra Ultra Boris, Václav Mácha, Jaroslava Pěchočová, Martin Hrsel. Il donne l’été des cours de piano à Plzeň et est membre de jurys de concours internationaux (Bruxelles, Vienne…).
Moravec a tout d’abord enregistré pour le défunt label Connoisseur Society ; il a également enregistré pour d’autres labels, parmi lesquels Vox, Dorian, Hänssler et Supraphon.
Ivan Moravec s’est produit dans de nombreux pays, parmi lesquels les États-Unis, la Grande-Bretagne, l’Italie, les Pays-Bas et l’Autriche. Il s’est montré relativement rare en France, où il jouit d’une notoriété plus faible.

## Le jeu d’Ivan Moravec
Parfois surnommé « le poète du piano », le jeu chantant d’Ivan Moravec se caractérise par un toucher extrêmement doux et une recherche permanente de l’esthétique, alliés à une technique sans faille.

## Prix et distinctions
En 2000, Moravec a reçu le prix Charles IV, l’une des plus prestigieuses distinctions en République tchèque. Le 28 octobre 2000, il reçoit également du président Václav Havel la médaille du mérite. En 2002, il reçoit enfin le Cannes Classical Award pour l'ensemble de sa carrière.
En 2010, Ivan Moravec a fêté ses 80 ans. Un concert a été organisé le 4 décembre 2010 en son honneur, au cours duquel deux de ses anciens élèves, Václav Mácha et Jaroslava Pěchočová ont interprété le concerto pour deux pianos de Bohuslav Martinů, avec le Prague Philharmonia, sous la direction de Jiří Bělohlávek.

## Discographie
Ivan Moravec a enregistré entre autres et selon les époques pour Supraphon, Vox, Connoisseur Society (réédité chez VAI Audio), Nonesuch, Dorian, Philips, Haenssler.
- Chopin, Scherzos (novembre 1989, Dorian DOR-90140 / Brilliant Classics) (OCLC 25252489)
- Chopin, Nocturnes (1970, 2CD Nonesuch/Warner)
- Mozart, Concertos pour piano no 20 et 23 - Academy of St Martin-in-the-Fields, dir. Neville Marriner (Haenssler CD 98.142)[14] (OCLC 5692509077)
- Mozart, Concertos pour piano no 24 et 25 - Academy of St Martin-in-the-Fields, dir. Neville Marriner (Haenssler CD 98.955) (OCLC 5692557097)
- Schumann, Concerto pour piano, Scènes d'enfants et Franck, Variations symphoniques - Orchestre philharmonique tchèque, dir. Václav Neumann (1076 et 1987, Supraphon SU 3508-2)[15]
- Smetana, Suk, Oldrich Korte : Œuvres pour piano (1962 et concert 1984, Suraphon SU 3509-2)[15]
- Moravec joue Chopin, Debussy, Franck, Ravel ("Grands pianistes du XXe siècle vol. no 71" 2CD Philips 456 910-2) (OCLC 491968992)